# Lavernat
Lavernat est une commune française, située dans le département de la Sarthe en région Pays de la Loire, peuplée de 585 habitants (les Lavernais).

## Géographie
Lavernat est une commune du sud de la Sarthe, située dans le Haut-Maine (Maine blanc), à 37 km au sud du Mans et 50 km au nord de Tours.

### Communes limitrophes
| Mayet             |          | Beaumont-Pied-de-Bœuf |
| Verneil-le-Chétif | Lavernat | Luceau                |
|                   | Vaas     | Montabon              |

### Climat
Pour des articles plus généraux, voir Climat des Pays de la Loire et Climat de la Sarthe.
En 2010, le climat de la commune est de type climat océanique dégradé des plaines du Centre et du Nord, selon une étude du CNRS s'appuyant sur une série de données couvrant la période 1971-2000. En 2020, Météo-France publie une typologie des climats de la France métropolitaine dans laquelle la commune est dans une zone de transition entre le climat océanique et le climat océanique altéré et est dans la région climatique  Moyenne vallée de la Loire, caractérisée par une bonne insolation (1 850 h/an) et un été peu pluvieux. 
Pour la période 1971-2000, la température annuelle moyenne est de 11,1 °C, avec une amplitude thermique annuelle de 15 °C. Le cumul annuel moyen de précipitations est de 755 mm, avec 11,3 jours de précipitations en janvier et 6,9 jours en juillet. Pour la période 1991-2020, la température moyenne annuelle observée sur la station météorologique de Météo-France la plus proche, sur la commune de Saint-Christophe-sur-le-Nais à 16 km à vol d'oiseau, est de 12,1 °C et le cumul annuel moyen de précipitations est de 682,2 mm,. Pour l'avenir, les paramètres climatiques de la commune estimés pour 2050 selon différents scénarios d'émission de gaz à effet de serre sont consultables sur un site dédié publié par Météo-France en novembre 2022.

## Urbanisme

### Typologie
Au 1er janvier 2024, Lavernat est catégorisée commune rurale à habitat dispersé, selon la nouvelle grille communale de densité à sept niveaux définie par l'Insee en 2022.
Elle est située hors unité urbaine. Par ailleurs la commune fait partie de l'aire d'attraction de Montval-sur-Loir, dont elle est une commune de la couronne,. Cette aire, qui regroupe 12 communes, est catégorisée dans les aires de moins de 50 000 habitants,.

### Occupation des sols
L'occupation des sols de la commune, telle qu'elle ressort de la base de données européenne d’occupation biophysique des sols Corine Land Cover (CLC), est marquée par l'importance des territoires agricoles (52,4 % en 2018), en diminution par rapport à 1990 (53,8 %). La répartition détaillée en 2018 est la suivante :
forêts (42,3 %), terres arables (19,9 %), prairies (19,8 %), zones agricoles hétérogènes (11,5 %), milieux à végétation arbustive et/ou herbacée (4 %), zones urbanisées (1,4 %), cultures permanentes (1,1 %). L'évolution de l’occupation des sols de la commune et de ses infrastructures peut être observée sur les différentes représentations cartographiques du territoire : la carte de Cassini (XVIIIe siècle), la carte d'état-major (1820-1866) et les cartes ou photos aériennes de l'IGN pour la période actuelle (1950 à aujourd'hui).

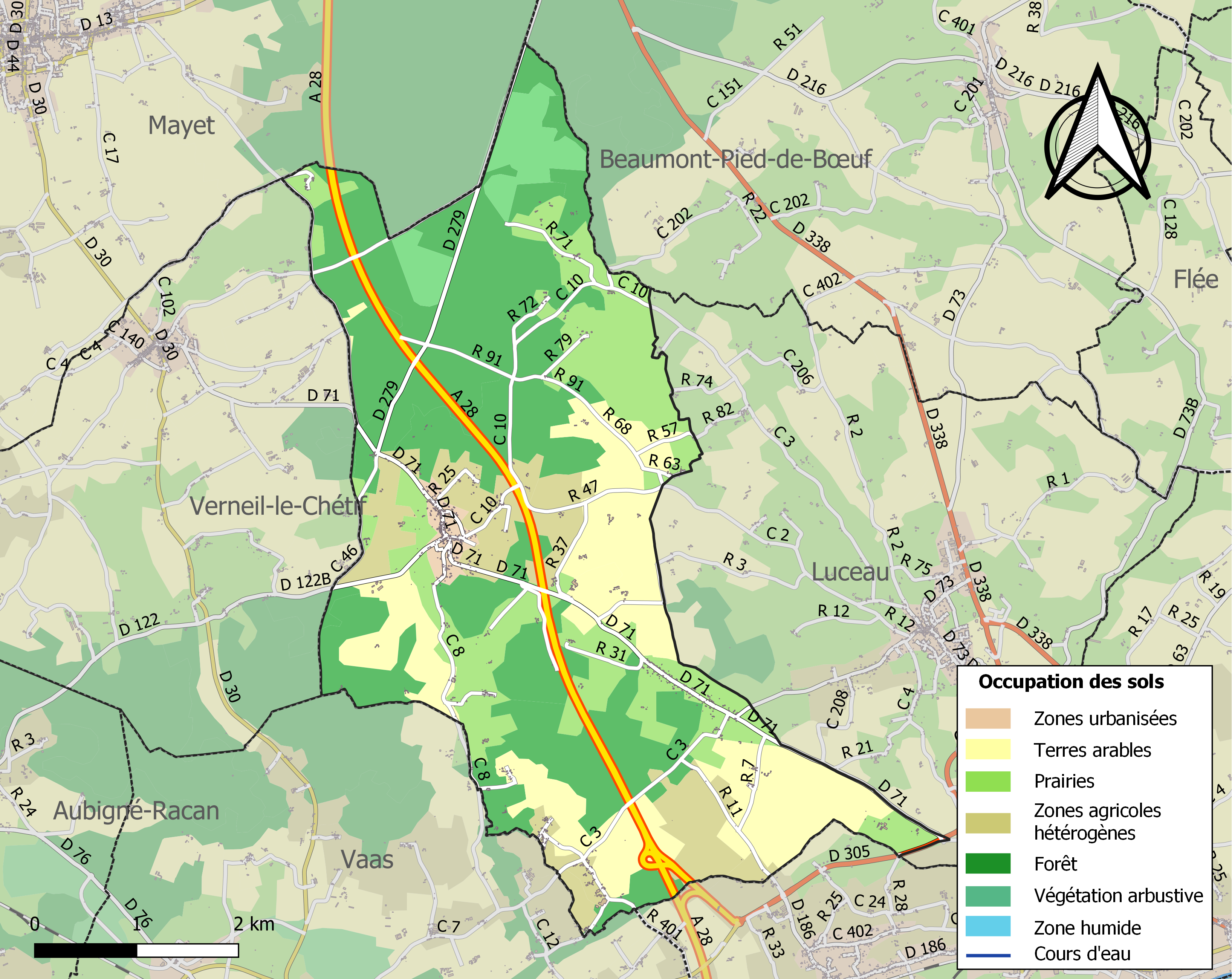
Carte des infrastructures et de l'occupation des sols de la commune en 2018 (CLC).

## Histoire
- La cure était présentée par le prieur de Saint-Guingalois de Château-du-Loir.

## Politique et administration
| Période                                  | Période       | Identité          | Étiquette | Qualité                               |
| ---------------------------------------- | ------------- | ----------------- | --------- | ------------------------------------- |
| An II                                    |               | Huvet             |           |                                       |
| 1801                                     |               | Romastin          |           |                                       |
| 1802                                     |               | Houdayer          |           |                                       |
| 1819                                     |               | Papin             |           |                                       |
| 1838                                     |               | Langevin          |           |                                       |
| 1841                                     |               | Drouault          |           |                                       |
| 1848                                     |               | Langevin          |           |                                       |
|                                          | mai 1900      | Victor Poussin    |           |                                       |
| mai 1900                                 | mai 1912      | Auguste Bonhomme  |           |                                       |
| mai 1912                                 | décembre 1922 | Charles Hormain   |           |                                       |
| maire en 1949                            | maire en 1968 | Martineau         |           | Tonnelier                             |
|                                          |               | Hormain           |           | Agriculteur retraité [réf. souhaitée] |
| 1977                                     | mars 1989     | Raoul Brizard     |           |                                       |
| mars 1989                                | juin 1995     | Simone Gasset     |           |                                       |
| juin 1995                                | mars 2008     | Jean-Claude Lalos |           |                                       |
| mars 2008                                | avril 2014    | Laurent Touet     | SE        | Agriculteur                           |
| avril 2014                               | En cours      | Alain Morançais   | SE        | Agriculteur                           |
| Les données manquantes sont à compléter. |               |                   |           |                                       |

## Démographie
L'évolution du nombre d'habitants est connue à travers les recensements de la population effectués dans la commune depuis 1793. Pour les communes de moins de 10 000 habitants, une enquête de recensement portant sur toute la population est réalisée tous les cinq ans, les populations de référence des années intermédiaires étant quant à elles estimées par interpolation ou extrapolation. Pour la commune, le premier recensement exhaustif entrant dans le cadre du nouveau dispositif a été réalisé en 2006.
En 2022, la commune comptait 585 habitants, en évolution de −3,47 % par rapport à 2016 (Sarthe : −0,25 %, France hors Mayotte : +2,11 %).
| 1793 | 1800 | 1806 | 1821 | 1831 | 1836 | 1841 | 1846 | 1851 |
| ---- | ---- | ---- | ---- | ---- | ---- | ---- | ---- | ---- |
| 650  | 715  | 701  | 765  | 815  | 861  | 885  | 826  | 836  |

| 1856 | 1861 | 1866 | 1872 | 1876 | 1881 | 1886 | 1891 | 1896 |
| ---- | ---- | ---- | ---- | ---- | ---- | ---- | ---- | ---- |
| 851  | 810  | 782  | 754  | 718  | 702  | 697  | 692  | 690  |

| 1901 | 1906 | 1911 | 1921 | 1926 | 1931 | 1936 | 1946 | 1954 |
| ---- | ---- | ---- | ---- | ---- | ---- | ---- | ---- | ---- |
| 668  | 673  | 677  | 603  | 602  | 612  | 558  | 589  | 531  |

| 1962 | 1968 | 1975 | 1982 | 1990 | 1999 | 2006 | 2011 | 2016 |
| ---- | ---- | ---- | ---- | ---- | ---- | ---- | ---- | ---- |
| 527  | 452  | 434  | 391  | 399  | 438  | 584  | 637  | 606  |

| 2021 | 2022 | - | - | - | - | - | - | - |
| ---- | ---- | - | - | - | - | - | - | - |
| 585  | 585  | - | - | - | - | - | - | - |

## Lieux et monuments
- Église Saint-Pierre.
- Ancien manoir féodal et seigneurie.

## Activité et manifestations
- Fête du Nouzillard le premier samedi de novembre.